# Vladimir Maksimov (håndboldtræner)
 For alternative betydninger, se Vladimir Maksimov. (Se også artikler, som begynder med Vladimir Maksimov)
Vladimir Salmanovitj Maksimov (russisk: Владимир Салманович Максимов, født 14. oktober 1945 i Kant, Kirgisiske SSR) er en sovjetisk/russisk håndboldspiller og -træner.

## Karriere

### Spillerkarriere
Maksimov deltog for Sovjetunionen ved OL 1972, hvor holdet blev nummer fem, samt ved OL 1976. Her gik det bedre, og Sovjetunionen vandt sin indledende pulje med et enkelt nederlag. Formatet i turneringen var, at vinderne af de to puljer mødtes i finalen, og dermed mødte holdet Rumænien. Sovjetunionen vandt finalen 19-15 efter blandt andet fire mål af Maksimov og vandt dermed guld, mens Rumænien fik sølv og Polen bronze.
Maksimov blev senere udpeget som træner for det russiske herrelandshold og virkede i denne funktion fra 1992 til 2008. I den periode vandt han med holdet alle tre store internationale mesterskaber: EM 1996, VM 1993 og 1997 samt OL 2000. Han er sammen med franske Claude Onesta den eneste træner, der har vundet disse tre mesterskaber.